# Edcouch (Texas)
Edcouch es una ciudad ubicada en el condado de Hidalgo en el estado estadounidense de Texas. En el Censo de 2010 tenía una población de 3.161 habitantes y una densidad poblacional de 1.180,34 personas por km².

## Geografía
Edcouch se encuentra ubicada en las coordenadas 26°17′37″N 97°57′47″O / 26.29361, -97.96306. Según la Oficina del Censo de los Estados Unidos, Edcouch tiene una superficie total de 2.68 km², de la cual 2.68 km² corresponden a tierra firme y (0%) 0 km² es agua.

## Demografía
Según el censo de 2010, había 3.161 personas residiendo en Edcouch. La densidad de población era de 1.180,34 hab./km². De los 3.161 habitantes, Edcouch estaba compuesto por el 86.68% blancos, el 0.32% eran afroamericanos, el 0.32% eran amerindios, el 0% eran asiáticos, el 0% eran isleños del Pacífico, el 11.55% eran de otras razas y el 1.14% pertenecían a dos o más razas. Del total de la población el 97.79% eran hispanos o latinos de cualquier raza.

## Educación
El Distrito Escolar Independiente de Edcouch-Elsa gestiona escuelas públicas.